# Twenty88
Twenty88 (stilizzato in TWENTY88) è il primo EP del duo hip hop statunitense Twenty88, composto dal rapper Big Sean e dalla cantante R&B Jhené Aiko, pubblicato nel 2016 dalla Def Jam e dalla GOOD Music. 
Totalizza 72/100 su Metacritic, ottenendo un grande successo commerciale.
| Recensione        | Giudizio |
| ----------------- | -------- |
| AllMusic          | [ 1 ]    |
| RapReviews        | [ 2 ]    |
| Los Angeles Times | [ 2 ]    |
| Pitchfork         | [ 2 ]    |
| HipHopDX          | [ 2 ]    |

## Tracce
1. Déjà Vu – 4:11 – Key Wane, Cam O'bi
2. Selfish – 3:10 – @Flippa123, @JProof, Da Internz, Lacy (co-prod.)
3. On the Way – 3:23 – KeY Wane, Cam O'bi, Johnson
4. Push It – 2:34 – @Flippa123, @JProof, Da Internz
5. 2 Minute Warning (featuring K-Ci & JoJo & Detail) – 4:39 – Detail
6. Talk Show – 3:49 – @Flippa123, @JProof, Da Internz
7. Memories Faded – 4:12 – Brown, Franks
8. London Bridge – 4:29 – KeY Wane

## Classifiche

### Classifiche settimanali
| Classifica (2016)         | Posizione massima |
| ------------------------- | ----------------- |
| Australia                 | 82                |
| Canada                    | 28                |
| Regno Unito               | 69                |
| Stati Uniti               | 5                 |
| Stati Uniti (Rap)         | 1                 |
| Stati Uniti (R&B)         | 1                 |
| Stati Uniti (R&B/Hip-Hop) | 1                 |

### Classifiche di fine anno
| Classifica (2016)         | Posizione massima |
| ------------------------- | ----------------- |
| US R&B Albums             | 20                |
| US Top R&B/Hip-Hop Albums | 47                |